# Шамбле (Алије)
Шамбле (фр. Chamblet) насеље је и општина у централној Француској у региону Оверња, у департману Алије која припада префектури Монлисон.
По подацима из 2011. године у општини је живело 1082 становника, а густина насељености је износила 52,78 становника/km². Општина се простире на површини од 20,5 km². Налази се на средњој надморској висини од 350 метара (максималној 393 m, а минималној 279 m).

## Демографија
| 1962. | 1968. | 1975. | 1982. | 1990. | 1999. | 2011. |
| ----- | ----- | ----- | ----- | ----- | ----- | ----- |
| 792   | 855   | 807   | 932   | 1.046 | 941   | 1.082 |

График промене броја становника у току последњих година